# جهانگیری (ایران)
جهانگیری یک منطقهٔ مسکونی در ایران است که در دهستان قیلاب واقع شده‌است. براساس سرشماری مرکز آمار ایران در سال ۱۳۹۵، جهانگیری ۶۰۵ نفر جمعیت دارد.